# Nấm tràm
Nấm tràm (danh pháp khoa học: Tylopilus felleus) là một loài nấm lớn phân bố ở vùng Đông Bắc Châu Âu vùng Bắc Mỹ và một số địa phương ở Việt Nam đặc biệt ở miền Trung thì nhiều nhất là Thừa Thiên Huế,Quảng Trị, Quảng Bình và Phú Quốc.

## Đặc điểm
Nấm tràm hình dạng khá đa dạng, tai màu tím nhạt, tròn và béo múp có cây tím thâm, mới nhú lại búp tròn nấm nhỏ còn gọi là nấm búp trong giống như cây, nấm lớn có hình như cái ô có màu tím như màu quả mân cục, vòng đời phát triển của loại nấm này rất ngắn chỉ trong vòng khoảng 1 tháng. nói chung, nấm tràm bên ngoài có màu nâu tím, bên trong trắng mịn, hình dáng rất đẹp nhưng vị thì đắng
Loại nấm tràm này thường mọc trên sườn các gò đồi hay ven các con suối, trên lớp lá mục dưới tán rừng tràm, rừng bổi hay rừng bạch đàn. Nấm tràm chỉ mọc sau những cơn mưa đầu mùa trong các rừng tràm, nấm tràm mọc rất nhanh nhưng cũng chóng tàn 
Vào mùa thu, khi những cơn mưa trút xuống những khu rừng tràm, cũng là lúc những bụi nấm tràm đua nhau mọc lên. Nấm tràm bắt đầu rộ dần và kéo dài khoảng hơn tháng thì hết mùa do đó Hằng năm có hai đợt hái nấm vào tháng 4 và tháng 7 âm lịch. Mỗi đợt nấm tràm ra chỉ có trong vòng một tuần lễ
Cơ chế mọc bắt đầu bằng việc lá và vỏ của cây tràm rơi rụng thành từng lớp của mùa trước đã bắt đầu biến thành lớp mùn là nơi để nấm tràm phát triển. Meo nấm được ấp ủ trong lớp mùn đất, sau loạt mưa đầu mùa, những chiếc nấm tròn nhỏ thoát ra khỏi lớp vỏ và lá tràm bảo vệ nó từ mùa trước. Những bào tử nấm như đợi sẵn nhanh chóng xuyên qua những lớp lá mục để thành hình những cây nấm. Ngày đầu li ti nhưng đến ngày tiếp theo đã to tròn, sau đó vài ngày cây nấm sẽ héo rủ. Ở những khu đồng dưới thảm lá mục tạo nên độ ẩm ướt và cũng là điều kiện thích hợp cho loại nấm này tranh nhau đội lớp thảm mục của lá tràm để vươn lên

## Công dụng
Theo quan điểm đông y rất tốt vì chữa được mỏi mệt, cảm cúm, nhức đầu và có tác dụng làm bổ nội tạng nhờ chất dầu tràm ở trong nó vị đắng ấy lại có tác dụng thanh nhiệt, giải độc, do vậy nấm tràm còn có tác dụng giã rượu. Nấm tràm còn là nguyên liệu để chế biến nhiều món ăn ngon, dùng để nấu với rau tập tàng hoặc rau lang cùng với tôm bóc vỏ, thịt ba chỉ, hoặc nấu cháo với cá tươi, xào với thịt... Các món ăn nấu từ nấm tràm có vị đắng đặc trưng. Ở Phú Quốc, nấm tràm được nấu với tôm, mực là một món ăn phổ thông. Người dân trên Đảo đã kết hợp giữa nấm tràm với hải sản tươi trên đảo như mực, tôm, hào bao … tạo ra món canh nấm tràm mùi vị thơm ngon, hấp dẫn vừa là món ăn bổ dưỡng cho mọi gia đình. Ngoài ra cháo nấm tràm nấu với tôm hay các loại cá tươi, món nấm tràm xào thịt, xào tôm, canh nấm tràm nấu với rau xanh và cá.